# 第8回AAAアジア野球選手権大会日本代表
第8回AAAアジア野球選手権大会日本代表は2009年に開かれた大会に選抜された第8回AAAアジア野球選手権大会における野球日本代表。指揮官は浦和学院（埼玉）監督の森士。

## 概要
2大会ぶりに高校生による選抜チームで参加。前回大会に高校選抜として参加しなかった（社会人・クラブ・専門学校の選抜チームで参加）要因である木製バットでの練習期間を設けるため、関東地区の第91回全国高等学校野球選手権大会地方大会敗退校の選手により編成された。白村明宏、筒香嘉智といった甲子園経験者や眞下貴之のようなプロ注目選手（筒香と眞下は同年のドラフト会議で横浜ベイスターズの指名を受け入団）を擁したが、2大会連続で3位に終わり、翌年の世界選手権出場権を逃した。
またユニフォームは前回に引き続き全日本アマチュア野球連盟（BFJ）公式のものを採用。高校選抜チームではおそらく初めてと思われる。森監督はそのユニフォームを気に入ったのか、翌2010年の春季大会限定で浦和学院のユニフォームを同モデルに変更、同年の秋季大会から正式に変更した。その後、宮城県柴田高等学校も2013年に同様のデザインを採用している。
なお、創部以来の従来のユニフォームも、自身および恩師かつ浦和学院前監督の野本喜一郎と所縁のある埼玉県立上尾高等学校のユニフォームを基にデザインされた経緯があるため、完全に廃止とはせず、練習試合を中心に併用していた他、2020年夏季・2021年春季の埼玉大会では帽子がBFJモデル、ユニフォームが上尾高校モデルという折衷型を使用した。
その後、同年夏の大会を最後に森が浦和学院の監督を退任し、野球部長だった長男の森大が後任監督となった際に、公式戦用のユニフォームを創部以来の上尾高校モデルに一本化し、帽子のデザインも戻した（マークの色を金色に変更）。公式戦用として廃止された日本代表モデルは、その後も練習試合で着用することがある。

## 代表メンバー
| 守備   | no. | 氏名       | 学校         | 学年 |
| ------ | --- | ---------- | ------------ | ---- |
| 監督   |     | 森士       | 浦和学院     |      |
| コーチ |     | 片桐幸宏   | 桜美林       |      |
| コーチ |     | 日向野久男 | 栃木工       |      |
| 投手   |     | 中川貴昭   | 牛久         | 3年  |
| 投手   |     | 中田智暁   | 栃木工       | 3年  |
| 投手   |     | 渡辺貴仁   | 高崎商       | 3年  |
| 投手   |     | 芹沢拓也   | 埼玉栄       | 3年  |
| 投手   |     | 渡辺圭     | 東海大甲府   | 3年  |
| 投手   |     | 眞下貴之   | 東海大望洋   | 3年  |
| 投手   |     | 大野瑠哉   | 早大学院     | 3年  |
| 投手   |     | 白村明弘   | 慶應         | 3年  |
| 捕手   |     | 神田直芸   | 真岡工       | 3年  |
| 捕手   |     | 西村祐希   | 春日部共栄   | 3年  |
| 捕手   |     | 佐野広弥   | 身延         | 3年  |
| 内野手 |     | 京屋陽     | 二松学舎大付 | 3年  |
| 内野手 |     | 河井甚哉   | 水戸桜ノ牧   | 3年  |
| 内野手 |     | 高野桂     | 前橋商       | 3年  |
| 内野手 |     | 亀山拓也   | 横浜創学館   | 3年  |
| 内野手 |     | 筒香嘉智   | 横浜         | 3年  |
| 内野手 |     | 島津裕真   | 浦和学院     | 3年  |
| 外野手 |     | 黒田圭宥   | 銚子商       | 3年  |

## 歴代日本代表
第1回 - 第2回 - 第3回 - 第4回 - 第5回 - 第6回 - 第7回 - '第8回' - 第9回